# Знак бронетанковых войск

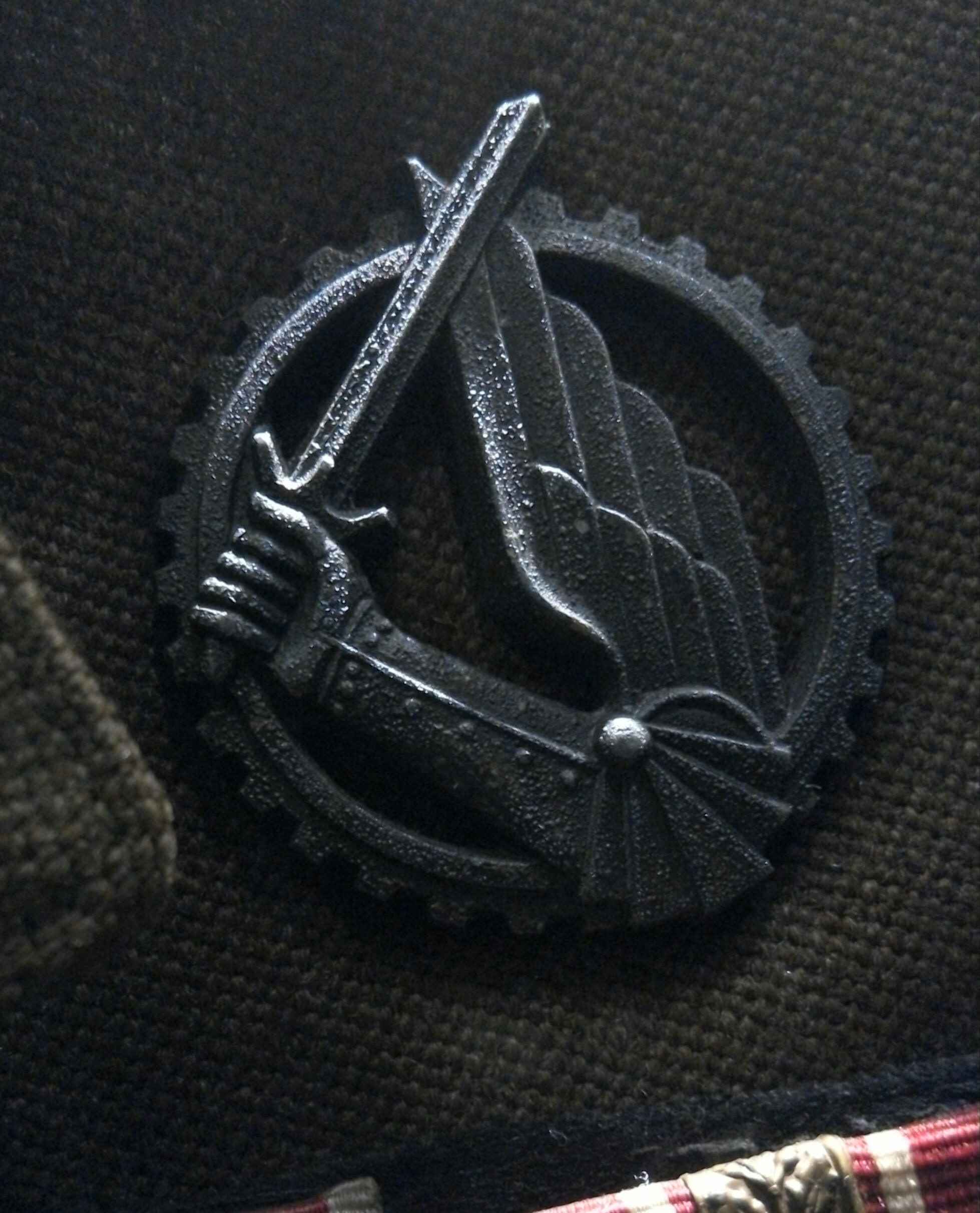
Знак на парадной форме

Знак бронетанковых войск (пол. Odznaka „Znak Pancerny”) — польский знак, обозначавщий принадлежность обладателя к бронетанковых войскам Войска Польского.

## История
3 ноября 1932 года военный министр Польши и маршал Юзеф Пилсудский утвердил «образец и положение о «Знаке бронетанковых войск».
Знак представляет собой руку в доспехах с гусарским крылом и мечом в руке, находящуюся в шестерне. Серебряный знак был разработан Виктором Гонтарчиком, была также серебряная версия Станислава Рейзинга для унтер-офицеров и рядовых. Реверс был простой и включал в себя только инициалы гравёра «WG» и серебряным пуансоном, выполненные грубой, дюймовой резьбой. Этот знак также носили Польские вооруженные силы на Западе, которые для них производили компании Kirkwood and Son из Эдинбурга и Steinhauer из Люденшайда.
Бронетанковый знак вручался министром военных дел по требованию командующего бронетанковыми войсками. В 1930-е годы серии награждений со списками награжденных публиковались в «Кадровом журнале Министерства военных дел»:
- № 4 от 19 марта 1933 (знаки № 1-242)[2];
- № 13 от 11 ноября 1933 (знаки № 243-602 и 17 почётных знаков, вручённых польским солдатам и гражданским)[3];
- № 13 от 11 ноября 1934 (знаки № 645-792 и 50 почётных знаков, вручённых 13 польским солдатам, гражданским и 37 офицерам румынской армии)[4];
- № 12 от 11 ноября 1935 (знаки № 793-931 и 22 почётных знака, вручённым офицеры, госслужащим и гражданским лицам)[5];
- № 2 от 11 ноября 1936 (знаки № 934-1008 и 4 почётных знака, вручённых польским инженерам).[6]

Знак носился на мундире, посередине левой стороны груди, на один сантиметр выше линии первой пуговицы. Знак размещался также на воинских знамёнах вместо номера полка, стрелковых и наградных вымпелах, памятных знаках бронетанковых частей.
Нагрудным знаком награждались все солдаты бронетанковых соединений, прослужившие в период с 11 ноября 1918 года по 31 октября 1920 года не менее 6 месяцев на фронте или 12 месяцев во время войны, а также прошедшие курс подготовки по танкам, бронемашинам, бронепоездам или школы унтер-офицеров бронетанковых соединений и, наконец, солдатам этих соединений, внесшим выдающийся вклад в бронетанковые войска. Нагрудным знаком могли быть награждены польские или иностранные солдаты, гражданские лица и части, имеющие особые заслуги перед бронетанковыми войсками.
Нагрудный знак мог быть отозван на основании решения офицерских судов чести или в результате осуждения награждённого военным или гражданским судом за тяжкие преступления.